# 土湯バイパス

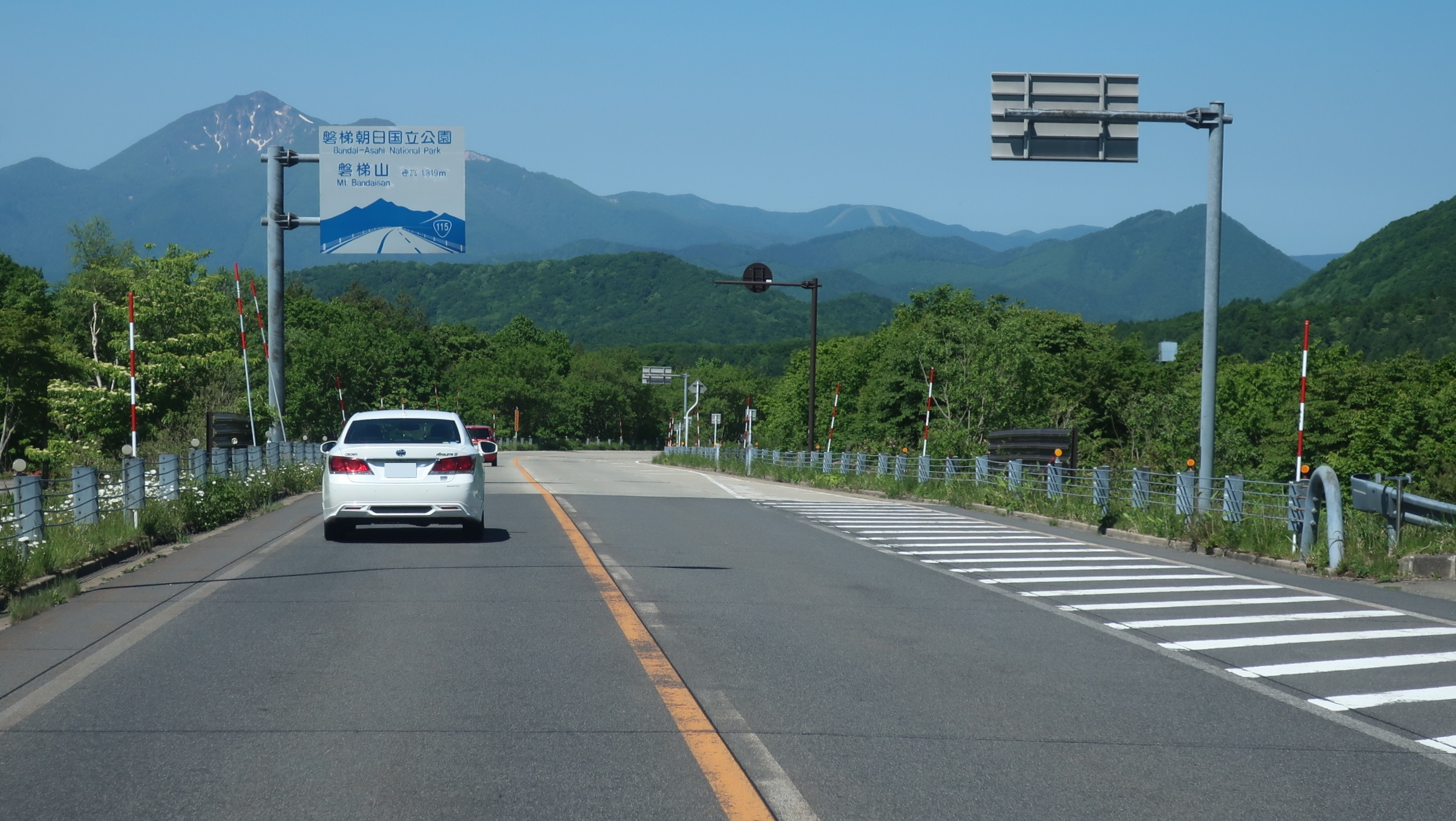
土湯バイパス
福島県耶麻郡猪苗代町

土湯バイパス（つちゆバイパス）は、福島県福島市から耶麻郡猪苗代町までの、国道115号のバイパス道路である。

## 概要
総延長19.8キロメートル（km）。標高1,240メートル（m）の土湯峠を経由する旧道は、道幅が狭く、カーブが連続する上に、冬期間は積雪のため通行止めになっていた。この区間を改良し、年間を通じての通行を可能することを目的に1980年（昭和55年）より建設された。
1989年（平成元年）9月に、延長3,360 mの土湯トンネルを含む11.3 kmの区間が部分開通。1992年（平成4年）に横向大橋を含む猪苗代町側の2.2 kmの区間、1996年（平成8年）までに、起点側土湯温泉町手前の産ヶ沢に架かる産ヶ沢橋の架け替えと、もとの福島県道30号本宮土湯温泉線との交点から片栗橋までのあわせて3.0 kmの区間、2005年（平成17年）12月に最後に残った横道トンネルを含む、福島市側の3.3 kmの区間が開通し、全線開通した。これにより冬期間でも通行が可能となり、観光道路のみならず福島から会津若松を中心とした会津地域への最短経路ということもあり、新潟県へ向かう経路としても機能している。
なお、道の駅つちゆから終点までの当バイパスは国道459号との重複区間である。
土湯トンネルは自転車、歩行者の通行は不可。旧道も冬季は閉鎖される。

### 路線データ
- 起点：福島県福島市土湯温泉町字天沼
- 終点：福島県耶麻郡猪苗代町大字若宮字高森
- 全長：19.8 km
- 車線数：2車線
- 最急勾配：6%
- 最小半径：160m

## 主な特徴
東北地方にある標高1000mを越える地域を通る道路で、年間を通じての通行が可能となった初の道路であった。
土湯温泉からおよそ7 kmほど進むと道の駅つちゆがある。ここは、土湯トンネル開通当初は駐車場のみの施設だったが、1993年（平成5年）に道の駅として整備された。
このバイパスは磐梯朝日国立公園の区域内を通過している。

## トンネル
横道トンネル
- 全長：591m
- 全幅：6.5 (9.0) m
- 有効高：4.7 m
- 工法：NATM工法（頂設導坑先進ベンチカット工法・機械掘削方式）
- 竣功：2005 年（平成17年）11月
- 施工：佐藤工業・小野工業所・小澤工業特定建設工事共同企業体

福島市土湯温泉町字万作から字明戸鮒に至る。土湯バイパス整備事業にて最後まで残っていた区間の整備に伴い、国道改築事業として2000年度より建設された。2001年10月2日に起工式が行われ、2005年3月3日に貫通、同年12月3日に土湯バイパス全線開通に伴い供用が開始された。総工費は45億円。安達太良山の山体崩壊による瓦礫の堆積物による地盤であること、旧道の位置関係、高圧送電線鉄塔直下であること、沼に近くであること、曲率半径260 mというきついカーブであること、付近の希少植物生育環境への配慮などから工事は難航した。これらのことから2005年度（平成17年度）、地盤工学会東北支部表彰を受けている。

東鴉川トンネル
- 全長：563.0 m
- 全幅：6.5 (9.0) m
- 有効高：4.7 m
- 工法：NATM工法（上半先進ベンチ工法）
- 竣功：1989年（平成元年）3月
- 施工：佐藤・小林・小野工業共同企業体

福島市土湯温泉町字猪倉に位置する。福島県施工区間である第2工区の建設に伴い国道改良事業として1985年度より建設された。1985年11月6日に起工され、1987年12月16日に貫通、1989年9月27日に一部開通に伴い供用が開始された。総工費は10億2800万円。東詰には東鴉川橋が隣接している。西側直近には旧道（福島県道30号本宮土湯温泉線）との分岐が位置する。

西鴉川トンネル
- 全長：286.0m
- 全幅：6.5 (9.0) m
- 有効高：4.7 m
- 工法：側壁導坑先進工法
- 竣功：1984年（昭和59年）3月
- 施工：大林組・住友建設共同企業体

福島市土湯温泉町字猪倉に位置する。土湯バイパス建設省直轄区間である第3工区 (全長: 5.1 km)の建設に伴う直轄権限代行事業により1982年度より建設され、1989年9月27日の一部開通により供用が開始された。総工費は7億7500万円。東鵜川トンネルと前述の交差点をはさんで隣接する。西側坑口にはスノーシェルターで路面が覆われた西鴉川橋が接続し、わずかな明かり区間をはさんで土湯トンネルに繋がる。土湯バイパスでは最初にできたトンネルである。

土湯トンネル
- 全長：3,360m
- 全幅：6.5 (9.0) m
- 有効高：4.7 m

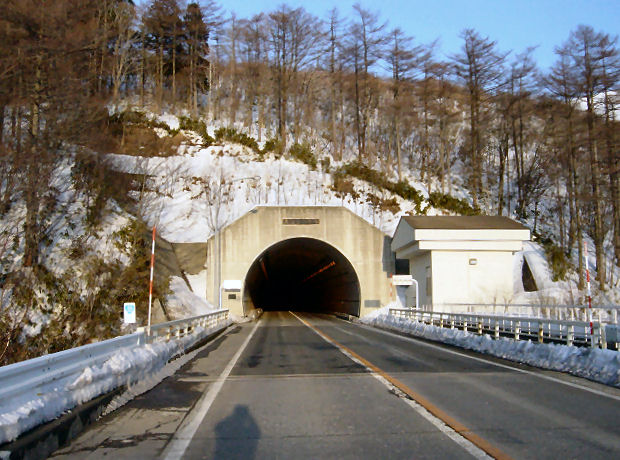
土湯トンネル（猪苗代側入口）

- 工法：側壁導坑先進工法（福島側）・底設導坑先進工法（猪苗代側）
- 竣功：1986年（昭和61年）11月
- 施工：飛島建設・竹中土木

福島市土湯温泉町字猪倉から耶麻郡猪苗代町若宮字朴木平に至る。土湯バイパス建設に伴う建設省直轄権限代行事業により建設された。1982年9月7日に起工され、1986年11月29日に貫通、1989年9月27日に一部開通に伴い供用が開始された。総工費は79億8200万円。開通当時、全区間が福島県に位置するトンネルとしては、福島県内で最も長いトンネルだった。福島市と猪苗代町の境界となる箕輪山と鬼面山の間にトンネルは掘られた。猪苗代側入口近くには箕輪スキー場があり、トンネルの上はゲレンデになっており、一部コースは西側に隣接する若宮沢橋をくぐり当路線を横断する。福島側入り口から1,400 m進んだあたりが標高の最高点になっており、この地点が土湯バイパスの標高最高点でもある。トンネル内は、セメントコンクリート舗装。制限速度は50 km/hである。なお、歩行者と自転車などの軽車両の通行はできない。開通以来、速度の出しすぎによる交通事故が何回かあり、減速をさせるために路面に凹凸をつけた舗装が2006年より見られるようになった。両方の坑口の前には、地下水を利用した融雪設備が備わっている。

## 主な橋梁
産ヶ沢橋
- 全長：100.0 m
  - 主径間：98.8 m
- 幅員：6.5 (12.5) m
- 形式：単径間鋼単純上路式ワーレントラス橋
- 竣工：1994年
- 施工：川田工業・サクラダ[2]

福島市土湯温泉町の土湯温泉街東側にて一級水系阿武隈川水系荒川支流産ヶ沢を渡る。現在の橋は1992年度から土湯工区国道改築事業の関連橋梁として架け替えが行われた4代目のものである。磐梯朝日国立公園内にあり、温泉街の入口に位置することから景観に配慮された設計がなされた。総工費は10億9千万円。3代目の旧橋はこの北側に架けられていたが解体され、現在は橋台跡が残る。
上産ヶ沢橋
- 全長：19.1 m
- 幅員：6.5 (7.0) m
- 形式：PCプレテン単純T桁橋
- 竣工：2004年度

横道トンネル直後にて一級水系阿武隈川水系荒川支流産ヶ沢を渡る。S字カーブの中間に位置することから無散水消雪装置が設置されている。総工費は1億200万円。
猪ノ倉橋
- 全長：17.0 m
- 幅員：9.5 (12.5) m
- 形式：PC単純プレテン床版桁橋
- 竣工：1998年

一級水系阿武隈川水系荒川支流産ヶ沢を渡る。総工費は7800万円。
片栗橋
- 全長：60.0m
  - 主径間：29.6 m
- 幅員：9.25 (12.5) m
- 形式：2径間鋼連続鈑桁橋
- 竣工：1992年度

旧国道115号を渡る跨道橋で、R = 160 mの曲線橋である。国道改築事業として1990年度より建設された。総工費は9000万円。当橋梁の東詰には旧国道115号と接続する交差点がある。横道トンネル区間の開通以前はここからバイパスが再開していたため、橋梁下の旧道からループ状のカーブを描いて接続していた。
角沢大橋
- 全長：243.0 m
  - 主径間：40.5 m
- 幅員：8.5 m
- 形式：3径間連続PC箱桁橋×2（計6径間）
- 竣工：1988年度

土湯バイパス一期工事区間の橋梁のうち最後に施工された。総工費は7億2500万円。
額取橋（福島市土湯温泉町）
- 全長：82 m

こぶし橋（福島市土湯温泉町）
- 全長：123.0 m
  - 主径間：30.1 m
- 幅員：8.5 m
- 形式：4径間単純合成鋼鈑桁橋
- 竣工：1986年度

バイパス建設に伴い国道改築事業として1982年度より着工された。総工費は3億1300万円。
石楠花大橋（福島市土湯温泉町）
- 全長：210 m

東鴉川橋（福島市土湯温泉町）
- 全長：220.0 m
  - 主径間：94.0 m
- 幅員：8.5 m
- 形式：3径間連続PC箱桁橋
- 竣工：1985年

一級水系阿武隈川水系東鴉川を渡る。上下対向2車線で供用されている。猪苗代方面へ上り勾配の橋梁であり、西詰で東鴉川トンネルに接続する。土石流の可能性がある位置を避けて橋脚を設置するために不等径間の橋梁となった。1983年度国道橋梁整備事業として着工された。総事業費は7億4200万円。
西鴉川橋（福島市土湯温泉町、西鴉川）
横向大橋（猪苗代町若宮、高森川・滝ノ沢）
- 全長350 m

新岩弓橋（猪苗代町高森）

## 沿線
- 土湯温泉
- 道の駅つちゆ
- 箕輪スキー場